# Goryphus protervus
Goryphus protervus är en stekelart som först beskrevs av Tosquinet 1896.  Goryphus protervus ingår i släktet Goryphus och familjen brokparasitsteklar. Inga underarter finns listade i Catalogue of Life.